# Prix Gémeaux : Meilleure réalisation : spéciale ou série humoristique
 (mai 2018).
Si vous disposez d'ouvrages ou d'articles de référence ou si vous connaissez des sites web de qualité traitant du thème abordé ici, merci de compléter l'article en donnant les références utiles à sa vérifiabilité et en les liant à la section « Notes et références ».
 (mai 2018).
Le prix Gémeaux pour la meilleure réalisation : spéciale ou série humoristique

## Lauréats
- 2003 - Patrick Boivin aussi connu sous le nom de Psychopat (Phylactère Cola)